# Ramdala landskommun
Ramdala landskommun var en tidigare kommun i Blekinge län.

## Administrativ historik
När 1862 års kommunalförordningar började gälla inrättades över hela landet cirka 2 400 landskommuner, de flesta bestående av en socken. Därutöver fanns 89 städer och 8 köpingar, som då blev egna kommuner.
Denna kommun bildades i Ramdala socken i Östra härad i Blekinge. 
Kommunreformen 1952 påverkade inte Ramdala kommun, men den klarade inte tiden fram till nästa generella kommunreform utan upphörde år 1963 då den, jämte Sturkö landskommun gick upp i dåvarande Jämjö kommun.
Området tillhör sedan 1974  Karlskrona kommun.
Kommunkoden 1952–62 var 1003.

### Kyrklig tillhörighet
I kyrkligt hänseende tillhörde kommunen Ramdala församling.

## Geografi
Ramdala landskommun omfattade den 1 januari 1952 en areal av 83,24 km², varav 82,33 km² land.

### Tätorter i kommunen 1960
I Ramdala landskommun fanns tätorten Ramdala, som hade 236 invånare den 1 november 1960. Tätortsgraden i kommunen var då 11,9 procent.

## Politik

### Mandatfördelning i valen 1950–58
| 13 | 4 | 4 | 4 |

| 23 |

| 13 | 12 |

| 23 |

| 12 | 4 | 4 | 5 |

| 23 |

| 12 | 3 | 5 | 5 |

| 23 |

| 11 | 4 | 6 | 4 |

| 23 |

| 10 | 3 | 4 | 4 | 4 |

| 23 |